# Lesōthō fatše la bo ntat'a rōna
Lesotho Fatse La Bontata Rona (traduzione dal sotho del sud "Lesotho, terra nei nostri padri") è l'inno nazionale del Lesotho. Il testo è stato scritto da François Coillard e Adolphe Mabille, mentre la musica è stata composta da Ferdinand Samuel Laur. Il brano è stato adottato come inno nel 1967.

## Testo
Sotho del sud
Lesōthō fatše la bontat'a rōna
Har'a mafatše le letle ke lona
Ke moo re hlahileng,
ke moo re hōlileng,
Rea le rata,
Mōlimō ak'u bōlōke Lesōthō
U felise lintoa le matšoenyeho
Oho fatše lena
La bontata rōna
Le be le khotso.
Khotso.
Pula.
Nala.

## Traduzione
Lesotho, terra dei nostri padri
Tra le terre è la più bella.
Qui è dove siamo nati
Qui è dove siamo cresciuti
Noi la amiamo.
Dio, ti prego, proteggi il Lesotho.
Risparmiala dal conflitto e dalla tribolazione
Oh, questa terra
Terra dei nostri Padri
Che vi sia la pace.
Pace.
Pioggia.
Prosperità.